# Campeonato Minuano de Fútbol 2008
El Campeonato Minuano de Fútbol 2008 llevó el nombre de Hugo Viña y estuvo integrado por los 12 equipos afiliados a Liga Minuana de Fútbol de Lavalleja (10 de dicha ciudad, 1 de Solís de Mataojo y 1 de Villa del Rosario). Se organizó en una fase de liga donde jugaron todos contra todos y finalmente la fase de play-off al que clasificaron sólo 8 equipos.

## Primera fase: liga
Los 12 equipos compitieron todos contra todos en 11 fechas.
Cada partido se disputó en el escenario de elección del equipo local. Nacional ya estaba clasificado a la eliminatoria por ser el campeón el año anterior. De los 11 equipos restantes clasificaron los 7 mejores ubicados en la tabla de la eliminatoria.
El equipo que resultó primero de la fase 1 (Olimpia) además de participar en el play-off clasificó directamente a la final del campeonato.

### Posiciones
| Puesto | Equipo             | Pts | PJ | PG | PE | PP | GF | GC | Dif |
| ------ | ------------------ | --- | -- | -- | -- | -- | -- | -- | --- |
| 1°     | Olimpia            | 26  | 11 | 8  | 2  | 1  | 21 | 7  | +14 |
| 2°     | Nacional           | 25  | 11 | 7  | 4  | 0  | 30 | 12 | +18 |
| 3°     | Las Delicias       | 20  | 11 | 6  | 2  | 3  | 29 | 12 | +17 |
| 4°     | Barrio Olímpico    | 20  | 11 | 5  | 5  | 1  | 24 | 18 | +6  |
| 5°     | Sportivo Minas     | 18  | 11 | 6  | 0  | 5  | 22 | 20 | +2  |
| 6°     | Solís de Mataojo   | 15  | 11 | 4  | 3  | 4  | 16 | 15 | +1  |
| 7°     | Lito               | 14  | 11 | 4  | 2  | 5  | 17 | 21 | -4  |
| 8°     | Guaraní Sarandí    | 13  | 11 | 3  | 4  | 4  | 16 | 17 | -1  |
| 9°     | Granjeros          | 11  | 11 | 2  | 5  | 4  | 14 | 14 | 0   |
| 10°    | Estación           | 8   | 11 | 2  | 2  | 7  | 8  | 24 | -16 |
| 11°    | Wanderers La Curva | 6   | 11 | 1  | 3  | 7  | 11 | 33 | -22 |
| 12°    | Lavalleja          | 4   | 11 | 0  | 4  | 7  | 7  | 22 | -15 |

|  | Clasificados a la eliminatoria |

|  | Clasificado a la eliminatoria en calidad de campeón 2007 |

## Segunda fase: eliminatoria
Los 8 primeros de fase 1 disputaron una eliminación directa.
Las llaves se conformaron según de la tabla en la primera fase, enfrentándose así: primero contra el octavo, el segundo contra el séptimo, el tercero contra el sexto y el cuarto contra el quinto.
Se definió cada llave al mejor de los dos partidos, en caso de empate en puntos se definió por penales sin tener en cuenta la diferencia de gol obtenida en la serie.
El ganador de la eliminatoria disputó la final contra el ganador de la fase de liga.

### Cuadro
|  | Cuartos de final                | Cuartos de final                | Cuartos de final                |   |         | Semifinales                | Semifinales                | Semifinales                |  |  | Final          | Final | Final |
|  | 25 y 26 de oct. y 1 y 2 de nov. | 25 y 26 de oct. y 1 y 2 de nov. | 25 y 26 de oct. y 1 y 2 de nov. |   |         | 8, 9, 15 y 16 de noviembre | 8, 9, 15 y 16 de noviembre | 8, 9, 15 y 16 de noviembre |  |  |                |       |       |
|  |                                 |                                 |                                 |   |         |                            |                            |                            |  |  |                |       |       |
|  | Nacional                        | 2                               | 2                               |   |         |                            |                            |                            |  |  |                |       |       |
|  | Lito                            | 3                               | 4                               |   |         |                            |                            |                            |  |  |                |       |       |
|  | Lito                            | 3                               | 4                               |   | Lito    | 1                          | 0                          |                            |  |  |                |       |       |
|  |                                 |                                 |                                 |   | Lito    | 1                          | 0                          |                            |  |  |                |       |       |
|  |                                 | Sportivo Minas                  | 2                               | 5 |         |                            |                            |                            |  |  |                |       |       |
|  | Barrio Olímpico                 | Sportivo Minas                  | 2                               | 5 | 1       | 0                          |                            |                            |  |  |                |       |       |
|  | Barrio Olímpico                 |                                 |                                 |   | 1       | 0                          |                            |                            |  |  |                |       |       |
|  | Sportivo Minas                  | 3                               | 4                               |   |         |                            |                            |                            |  |  |                |       |       |
|  |                                 |                                 |                                 |   |         |                            |                            |                            |  |  | Sportivo Minas | 0     | 0     |
|  |                                 |                                 | Olimpia                         | 2 | 3       |                            |                            |                            |  |  |                |       |       |
|  | Olimpia                         | 2                               | 3                               |   |         |                            |                            |                            |  |  |                |       |       |
|  | Guaraní-Sarandí                 | 2                               | 0                               |   |         |                            |                            |                            |  |  |                |       |       |
|  | Guaraní-Sarandí                 | 2                               | 0                               |   | Olimpia | 0                          | 1                          |                            |  |  |                |       |       |
|  |                                 |                                 |                                 |   | Olimpia | 0                          | 1                          |                            |  |  |                |       |       |
|  |                                 | Las Delicias                    | 1                               | 1 |         |                            |                            |                            |  |  |                |       |       |
|  | Solís de Mataojo                | Las Delicias                    | 1                               | 1 | 1       | 1                          |                            |                            |  |  |                |       |       |
|  | Solís de Mataojo                |                                 |                                 |   | 1       | 1                          |                            |                            |  |  |                |       |       |
|  | Las Delicias                    | 2                               | 1                               |   |         |                            |                            |                            |  |  |                |       |       |

## Final del Minuano
Los ganadores de cada fase disputaron la final. Olimpia, ganador de la primera fase y Sportivo Minas, ganador de la eliminatoria se enfrentaron en la final en un único partido en el Estadio Juan Antonio Lavalleja que ganó el Club Olimpia por 1 a 0.
| 7 de diciembre | Olimpia             | 1:0     | Sportivo Minas | Cancha de Las Delicias, Minas |                               |
|                | 19' Pablo Armanetti | Reporte |                | Asistencia: 2000 espectadores | Asistencia: 2000 espectadores |

| Campeón Olimpia |
| Noveno título   |

## Clasificación a laCopa El País2009
|   | Equipo         | Clasificado como |
| - | -------------- | ---------------- |
| 1 | Olimpia        | Campeón 2008     |
| 2 | Sportivo Minas | Vicecampeón 2008 |